# Breidenbach
Breidenbach (mundartlich Bräreboch) ist ein Großdorf im Hessischen Hinterland und als solches Hauptort der gleichnamigen Gemeinde im Westen des mittelhessischen Landkreises Marburg-Biedenkopf. Es kann mithin als Hauptdorf des nach ihm benannten Breidenbacher Grundes angesehen werden, dessen größter und, zusammen mit dem Nachbarort Kleingladenbach, auch ältester Ort es ist.
Die Gemeinde in ihrer heutigen Form als Großgemeinde entstand in den 1970er-Jahren im Zuge der Hessischen Gebietsreform (siehe dazu Abschnitt „Gemeindebildung“).

## Geographie

### Geographische Lage
Der Hauptort Breidenbach liegt in einer Tallandschaft am Zusammenfluss von Diete und Perf 320 Meter über dem Meeresspiegel; im Westen des Hessischen Hinterlandes. Der Ort erstreckt sich entlang der ehemaligen Scheldetalbahn Wallau–Dillenburg und der Bundesstraße 253, die über den Autobahnzubringer Dillenburg an der Sauerlandlinie den Breidenbacher Grund an das überregionale Verkehrsnetz anbindet.

### Gemeindegliederung
Die Gemeinde gliedert sich in die sieben Ortsteile Achenbach, Breidenbach, Kleingladenbach, Niederdieten, Oberdieten, Wiesenbach und Wolzhausen.
| Ortsteil        | Wappen                                                        | Luftaufnahme | Beschreibung | Einwohner -zahl | Urkundliche Erstnennung |
| --------------- | ------------------------------------------------------------- | ------------ | --- | --------------- | ----------------------- |
| Breidenbach     | Wappen der Gemeinde Breidenbach und des Ortsteils Breidenbach |              | Der Hauptort Breidenbach liegt nordöstlich des geografischen Gemeindemittelpunktes und ist als einwohnerstärkster Ortsteil Sitz der Gemeindeverwaltung und Hauptort. Durch den Ort verläuft die Bundesstraße 253 und der Fluss Perf.                                                                                                | 2954            | 913                     |
| Achenbach       | Wappen des Ortsteils Achenbach                                |              | Achenbach liegt südwestlich des Kernortes und ist durch die Landesstraße 3043 mit Oberdieten im Osten und dem Dietzhölztal im Westen verbunden. Achenbach ist der kleinste Ort der Gemeinde und benannt nach einem gleichnamigen Bach.                                                                                              | 460             | 1307                    |
| Kleingladenbach | Wappen des Ortsteils Kleingladenbach                          |              | Kleingladenbach liegt 2 km westlich des Hauptortes und ist über die Kreisstraße 107 mit Breidenbach verbunden. Der Ortsteil liegt im Tal des namensgebenden Gladbachs. | 607             | 913                     |
| Wiesenbach      | Wappen des Ortsteils Wiesenbach                               |              | Wiesenbach liegt nordwestlich des Hauptortes Breidenbach an den Ausläufern des Rothaargebirges im Tal des Boxbachs. Der Ortsteil ist über die Kreisstraße 108 an die B 253 zwischen Breidenbach und Breidenstein angebunden. | 713             | 1223                    |
| Wolzhausen      | Wappen des Ortsteils Wolzhausen                               |              | Wolzhausen befindet sich südlich von Breidenbach im Tal der Perf. Der Ort ist zweigeteilt entlang der Landesstraße 3049, die in Richtung Norden nach Breidenbach und Richtung Süden nach Niedereisenhausen führt. | 662             | 1334                    |
| Oberdieten      | Wappen des Ortsteils Wiesenbach                               |              | Oberdieten befindet sich im Süden des Hauptortes an der Diete und liegt an der B 253 und ist über diese mit Breidenbach, Niederdieten und Eschenburg verbunden. In der Ortsmitte zweigt die L 3043 aus Achenbach und dem Dietzhölztal ein und am südlichen Ortsende kann man Oberhörlen und Niederhörlen über die L 3331 erreichen. | 796             | 1299                    |
| Niederdieten    | Wappen des Ortsteils Niederdieten                             |              | Niederdieten liegt südlich von Breidenbach im Tal des namensgebenden Flusses Diete. Der Ort ist zweigeteilt entlang der B 253, die in Richtung Norden nach Breidenbach und Biedenkopf und Richtung Süden nach Oberdieten und Eschenburg verläuft.                                                                                   | 608             | 1299                    |

### Nachbargemeinden
Breidenbach grenzt im Norden an die Stadt Biedenkopf, im Osten an die Gemeinde Dautphetal, im Süden an die Gemeinde Steffenberg (alle drei im Landkreis Marburg-Biedenkopf), sowie im Westen an die Gemeinden Eschenburg und Dietzhölztal (beide im Lahn-Dill-Kreis), sowie an die Stadt Bad Laasphe (im Kreis Siegen-Wittgenstein in Nordrhein-Westfalen).

### Klima
Klimatisch liegt Breidenbach wie der gesamte Breidenbacher Grund im Grenzbereich der beiden Klimaräume Nordwest- und Südwestdeutschland, die sich im Bereich Mittelhessen trennen. Es gibt somit sowohl maritime als auch festländische Einflüsse. Das Klima wird daher durch verhältnismäßig kühlere Sommer, aber auch durch nicht-alpine Wintertemperaturen gekennzeichnet, wobei Niederschläge von durchschnittlich ca. 900 mm ganzjährig fallen.

## Geschichte

### Ortsgeschichte
Der Hauptort wurde im Jahr 913, als Bredebach, erstmals urkundlich erwähnt und gehört damit zu den ältesten Orten der Region. Die am 16. Juni 913 in Trebur ausgestellte Urkunde hat folgenden Wortlaut:

„Der Priester Guntbald bekundet, daß er aus dem Besitz des Stifts (ex rebus monasterii), das innerhalb der Mauern der Burg Weilburg erbaut und zu Ehren der hl. Gottesmutter Maria und der hl. Jungfrau Walpurgis geweiht ist, mit Erlaubnis König Konrads (1) und mit Zustimmung des Probstes und der übrigen Brüder, die dort Gott, der hl. Gottesmutter und der hl. Jungfrau Walpurgis dienen, zwei Taufkirchen (legitimas ecclessias): eine im Dorf Breidenbach im Perfgau (in pago Pernaffa) in der Grafschaft des Eberhard und die andere im Dorf Muffendorf im Bonngau, in der Grafschaft eines anderen Eberhard, sowie zwei weitere Kirchen, die zu jenen Kirchen gehören, empfangen hat, und daß er dagegen dem Stift (ad supra memoratum locum) sein Eigentum im vorgen. Dorf Breidenbach und im Dorf Gladenbach mit 42 Hörigen beiderlei Geschlechts geschenkt hat; doch behält er sich den Besitz auf Lebenszeit vor.
Unterschrift des Kanzlers Salomon
Data 16. Kalendas Juni 913, indictione 1, im 2. Jahr König Konrads (1) — Actum apud Triburias.“

Breidenbach war Hauptort des Perf-Klein-Gaues (um 800 pagus Bernaffa) und namensgebend für den Breidenbacher Grund. Spätere historisch dokumentierte Erwähnungen des Ortes sind: Bredenbach und Breidenbach (913), Breidenbac (1103), Breitenbach (1232), Breydinbach (1358), Bredenbach (1404) und Breydenbach (1433). Vermutlich wegen des ehemaligen Erzreichtums besaß Breidenbach zwei vorgeschichtliche Ringwälle.
Seit 1146 ist der Ort nachgewiesen als Sitz der Herren von Breidenbach zu Breidenstein, die hier im späten 13. Jahrhundert die heute abgegangene Burg Breidenbach errichteten und zwischen den größeren Territorialherren aus vielerlei Rechten eine stark gegliederte spätmittelalterliche Adelsherrschaft bilden konnten. Sie waren schon vor 1304 Burgmannen, später bis 1438 Amtleute in der landgräflichen Grenzfeste Biedenkopf und mussten 1496 die hessische Lehnshoheit anerkennen. Ab da gehörte Breidenbach zur Landgrafschaft Hessen, ab 1567 zu Hessen-Marburg, ab 1648 zu Hessen-Darmstadt und ab 1866, durch den verlorenen Deutschen Krieg, zur preußischen Provinz Hessen-Nassau. Nach der Annexion durch Preußen wurde der Landkreis preußisch und die Breidenbacher Ämter wurden nach Biedenkopf verlegt. Breidenbach verlor dadurch immer mehr an Bedeutung.
Im Jahr 1731 gab sich der damalige Landgraf Ernst Ludwig aus Darmstadt die Ehre, das damals neue Bergamt persönlich einzuweihen. Zur Aufwertung Breidenbachs gewährte er die Erlaubnis, drei Kram- und Viehmärkte im Jahr abhalten zu dürfen. Davon zeugt noch die Bezeichnung „Mädplatz“ für den Bereich des früheren Ortsmittelpunktes unterhalb der Kirche, heute in etwa der alte Marktplatz. Das Marktrecht wurde im Februar 1781 noch einmal erneuert.
Dies war auch die Zeit, in der der Zuzug jüdischer Familien anstieg. Als einziger Ort im Grund ist hier die Ansiedelung jüdischer Familien und Händler bekannt. Der Handel wurde noch durch die relative Grenznähe zu Nassau, Wittgenstein und Hessen-Kassel begünstigt, denn nur die jüdischen Händler besaßen alle Währungen, um grenzüberschreitenden Handel zu treiben. Ein hoher Anteil von jüdischen Bürgern lässt vermuten, dass Breidenbach zu dieser Zeit ein wichtiger Finanzplatz war. Dies änderte sich ab Mitte des 19. Jahrhunderts wieder, da die jüdischen Familien allmählich in größere Städte und nach Amerika abwanderten.
Breidenbach ist dank der Herren von Breidenbach, die 1699 in den Reichsfreiherrenstand erhoben wurden, zu einem politisch und wirtschaftlich aufsteigenden Ort herangewachsen. Die Blütezeit des Ortes ist die Zeit zwischen 1730 und 1850. Nach 1850 nahm die Stellung als Hauptort im Breidenbacher Grund stetig ab. Mit der Einstellung des Hüttenbetriebes in 1842 und der Aufgabe des Bergamtes waren die Weichen gestellt. Zwischen den größeren Nachbarorten Laasphe, Wallau und Biedenkopf konnte sich Breidenbach nie städtisch entwickeln, trotz seiner wirtschaftlichen und politischen Bedeutung als Mittelpunkt einer Kleinlandschaft.
Die Statistisch-topographisch-historische Beschreibung des Großherzogthums Hessen berichtet 1830 über Breidenbach:

„Breidenbach (L. Bez. Battenberg) evangel. Pfarrdorf; liegt 5 St. von Battenberg und gehört dem Freiherrn von Breidenstein, hat 86 Häuser und 716 Einw., die außer 2 Kath. und 66 Juden evangelisch sind. Man findet ein Schloß und eine Kupferschmelze, welche die Erze von Silberg bekommt, 2 Mahlmühlen, womit 1 Oelmühle verbunden ist. – Der Ort kommt schon 913 vor. Ein Priester übergab damals seine Güter zu Breidenstein und Gladenbach, zu denen 42 Leibeigene gehörten, dem Stifte in Weilburg, und erhielt dafür vier Kirchen, unter denen sich die von Breidenbach selbst befand. Der Ort wurde bei dieser Gelegenheit in den Gau Pernaffa und in die Grafschaft Eberhards, des fränkischen Herzogs, verlegt. Das hiesige Schloß Breidenbach trugen Gerlach und Johann von Breidenbach, 1395. dem Landgrafen Hermann zu Lehen auf. Das ehemalige Kirchengebiet überschritt noch die Grenzen des jetzigen Breidenbacher Grundes. und umfaßte 24 Orte die noch vorhanden sind, so wie 4 Orte die ausgegangen sind. Breidenbach war seit 1730 der Sitz eines Bergamts.“

und zum „Grund Breidenbach“:

„Breidenbacher Grund (L. Bez. Battenberg und Gladenbach) Landstrich; umfaßt aus dem Bezirk Battenberg folgende Orte: Achenbach, Breidenbach, Breidenstein, Kleingladenbach, Niederdieten, Niederhörle, Oberdieten, Quotshausen, Wallau, Weifenbach, Wiesenbach, Welzhausen; und aus dem Bezirk Gladenbach: Frechenhausen, Gönnern, Lixfeld, Niedereisenhausen, Obereisenhausen, Oberhörle, Roth, Simmersbach und Steinperf. Diese 21 Ortschaften bilden den heutigen Grund Breidenbach, und waren bis zum Jahr 1821 dem Amt Blankenstein zugetheitt. Die Polizeigewalt, so wie die Gerichtsbarkeit in erster Instanz, steht in diesen Orten dem Staate und der Freiherrl. Familie von Breidenstein gemeinschaftlich zu, und wird auch gemeinschaftlich verwaltet. Die Bevölkerung dieses Grundes beträgt 6678 Seelen. – Von der ältern Geschichte des Breidenbacher Grundes ist wenig bekannt. In spätern Zeiten wo die Urkunden mehr Licht geben, findet man eine große Zahl Adeliger, die hier begütert waren, wie namentlich die von Hohenfels, von Diedenshausen, von Lixfeld, die Rumpfe, die von Linnen, von Selbach, die Bicken von Dernbach, u.a.m. Ihre Besitzungen waren theils Allodial- theils Lehensgüter von Hessen, Nassau, Wittgenstein. Die meisten dieser Güter finden sich später bei den Familien Breidenbach, zu Breidenstein und von Breidenbach genannt Breidenstein. Von diesen Familien fiel ein Theil der Güter in der zweiten Hälfte des 16. Jahrhunderts an die Landgrafen. Gerlach und Johann von Breidenbach trugen 1395 dem Landgrafen Hermann zu Lehen auf: den Hubenberg mit dem burglichen Bau, den sie auf semselben bauen wollten (das Schloß Breidenstein), nebst dem Gericht Melsbach, wozu die Dörfer Melsbach, Gladenbach, Wiesenbach, Achenbach, Oberdiedenau, Weifenbach und Wallau zum Theil gehörten. Andere Orte, wie Schloß Breidenbach im Dorfe Breidenbach, Wallau im Heimbach, Breidenbach vor dem Kirchhof, Niederdieten, Quotshausen, Niederhörle, die mit Ausnahme des Schlosses Breidenbach das sogenannte Erbgericht bildeten, waren wahrscheinlich alte Hessische Lehen. Im Grund Breidenbach bestanden bis auf die neuesten Zeiten 5 besondere Gerichte und zwar zu Breidenbach mit 10 Orten, zu Breidenstein, zu Lixfeld mit 4 Orten, zu Obereisenhausen und zu Roth. Ein besonderes Gericht wurde noch alle 7 Jahre bei Obereisenhausen unter freiem Himmel gehalten, bei dem alle die Landgräflichen Leibeigenen gestraft wurden, die eine ungenossene, d.i. adelige Leibeigene geheurathet hatten.“

Seit Jahrhunderten hebt sich Breidenbach aus einer Vielzahl von Dörfern im Grund Breidenbach als „Hauptdorf“ heraus. Es gehört zu den Orten mit überwiegend geschlossener Siedlungsform, die allmählich zu einer stadtähnlichen Dorfanlage ausgebaut wurden. Noch im 19. Jahrhundert reihten sich die Gassen mit ihren Wohnhäusern und Werkstätten um die zentral gelegene evangelische Kirche mit dem früheren Gerichtsplatz, dem Kirchhof, dem Amtshaus, der Schule und dem Brunnen am alten Marktplatz. Nach 1880 erweiterte sich der Ortsring. Neubauten entstanden an der „unteren Bach“, die nur einstöckig gebaut wurden, und seit 1920 an den Straßen nach Niederdieten und Wolzhausen.
Ende Oktober 2011 wurde am Ortsausgang des Hauptortes das neue Nahversorgungszentrum Breidenbach eröffnet (siehe Abschnitt „Einkaufen“).
Seit Sommer 2019 besteht an der Ecke Hauptstraße/Bachstraße die „Neue Mitte“ (siehe Abschnitt „Neue Mitte“).
Im August 2022 wurde erstmals ein Ordnungspolizist für die Gemeinde eingestellt. Außerdem wird die Einrichtung eines freiwilligen Polizeidienstes beabsichtigt.

### Gemeindebildung
Am 1. Februar 1971 wurde im Zuge der Gebietsreform in Hessen die Nachbargemeinde Kleingladenbach auf freiwilliger Basis als Ortsteil zum heutigen Hauptort eingegliedert. Am 1. Juli 1974 kamen Kraft Landesgesetz Achenbach, Niederdieten, Oberdieten, Wiesenbach und Wolzhausen hinzu. Für alle ehemals eigenständigen Gemeinden sowie für die Kerngemeinde wurden Ortsbezirke mit Ortsbeirat und Ortsvorsteher nach der Hessischen Gemeindeordnung gebildet.

### 1100-Jahr-Feier
Vom 9. bis 16. Juni 2013 feierte Breidenbach zusammen mit dem Nachbarort Kleingladenbach deren 1100-jähriges Bestehen auf dem Festgelände im Gewerbegebiet „auf dem Geweidigen“ zwischen den beiden Orten und mit Feierlichkeiten in beiden Ortschaften. Das Jubiläum wurde begangen mit einer Grenzwanderung, einer Geburtstagsfeier in einem Festzelt auf dem Festgelände mit einem von Breidenbacher und Kleingladenbacher „Hobbykünstlern“ gestalteten Unterhaltungsprogramm, einem Konzertabend mit den Bands „Street Life“ und „Luxuslärm“, einem Aktionstag, gestaltet von Unternehmen, Vereinen, Gruppen, Institutionen und Geschäften an einer 120 Stationen umfassenden „Festmeile“ mit Darstellung von historischem Handwerk bis zu modernster Technologie, einem „Tag der offenen Tür“ mit Blick hinter die Kulissen heimischer Unternehmen und Hubschrauber-Rundflügen, Ökumenische Festgottesdiensten und einem Familientag mit Sport- und Spielprogramm für Kinder und Eltern. Verbunden wurden die verschiedenen Schauplätze mit Shuttlebussen und Wegebahnen. Außerdem wurde ein Jubiläums-Aussichtsturm errichtet (siehe Abschnitt „Jubiläums-Aussichtsturm“).
Anlässlich des 1111-jährigen Dorfjubiläums im Jahr 2024 ist die Veranstaltung eines ähnlichen Festes am 14. September vorgesehen. Im selben Jahr jährt sich auch die Bildung der Großgemeinde zum 50. Mal (Feier am 7. Juli).

### Verwaltungsgeschichte im Überblick
Die folgende Liste zeigt die Staaten und Verwaltungseinheiten, denen Breidenbach angehört(e):
- vor 1567: Heiliges Römisches Reich, Landgrafschaft Hessen, Amt Blankenstein, Grund Breidenbach (Bereich Untergericht)
- ab 1567: Heiliges Römisches Reich, Landgrafschaft Hessen-Marburg, Amt Blankenstein, Grund Breidenbach[20]
- 1604–1648: strittig zwischen Hessen-Kassel und Hessen-Darmstadt (Hessenkrieg)
- ab 1604: Heiliges Römisches Reich, Landgrafschaft Hessen-Kassel, Amt Blankenstein, Grund Breidenbach
- ab 1627: Heiliges Römisches Reich, Landgrafschaft Hessen-Darmstadt, Oberfürstentum Hessen, Amt Blankenstein, Grund Breidenbach, Untergericht[21][22]
- ab 1806: Großherzogtum Hessen,[Anm. 2] Fürstentum Ober-Hessen, Amt Blankenstein, Grund Breidenbach, Gericht Breitenbach[23]
- ab 1815: Großherzogtum Hessen, Provinz Oberhessen, Amt Blankenstein, Grund Breidenbach[24]
- ab 1821: Großherzogtum Hessen, Provinz Oberhessen, Landratsbezirk Battenberg[Anm. 3]
- ab 1832: Großherzogtum Hessen, Provinz Oberhessen, Kreis Biedenkopf
- ab 1848: Großherzogtum Hessen, Regierungsbezirk Biedenkopf
- ab 1852: Großherzogtum Hessen, Provinz Oberhessen, Kreis Biedenkopf
- ab 1867: Norddeutscher Bund,[Anm. 4] Königreich Preußen,[Anm. 5] Provinz Hessen-Nassau, Regierungsbezirk Wiesbaden, Kreis Biedenkopf (übergangsweise Hinterlandkreis)[22]
- ab 1871: Deutsches Reich, Königreich Preußen, Provinz Hessen-Nassau, Regierungsbezirk Wiesbaden, Kreis Biedenkopf
- ab 1918: Deutsches Reich (Weimarer Republik), Freistaat Preußen, Provinz Hessen-Nassau, Regierungsbezirk Wiesbaden, Kreis Biedenkopf
- ab 1932: Deutsches Reich, Freistaat Preußen, Provinz Hessen-Nassau, Regierungsbezirk Wiesbaden, Landkreis Dillenburg
- ab 1933: Deutsches Reich, Freistaat Preußen, Provinz Hessen-Nassau, Regierungsbezirk Wiesbaden, Landkreis Biedenkopf
- ab 1944: Deutsches Reich, Freistaat Preußen, Provinz Nassau, Landkreis Biedenkopf
- ab 1945: Amerikanische Besatzungszone,[Anm. 6] Groß-Hessen, Regierungsbezirk Wiesbaden, Landkreis Biedenkopf
- ab 1946: Amerikanische Besatzungszone, Hessen, Regierungsbezirk Wiesbaden, Landkreis Biedenkopf
- ab 1949: Bundesrepublik Deutschland, Hessen, Regierungsbezirk Wiesbaden, Landkreis Biedenkopf
- ab 1968: Bundesrepublik Deutschland, Hessen, Regierungsbezirk Darmstadt, Landkreis Biedenkopf
- ab 1974: Bundesrepublik Deutschland, Hessen, Regierungsbezirk Kassel, Landkreis Marburg-Biedenkopf
- ab 1981: Bundesrepublik Deutschland, Hessen, Regierungsbezirk Gießen, Landkreis Marburg-Biedenkopf

## Bevölkerung

### Einwohnerstruktur 2011
Nach den Erhebungen des Zensus 2011 lebten am Stichtag, dem 9. Mai 2011, in Breidenbach 6984 Einwohner. Darunter waren 831 (11,9 %) Ausländer, von denen 159 aus dem EU-Ausland, 635 aus anderen europäischen Ländern und 37 aus anderen Staaten kamen. (Bis zum Jahr 2020 erhöhte sich die Ausländerquote auf 14,7 %.) Nach dem Lebensalter waren 1435 Einwohner unter 18 Jahren, 2877 zwischen 18 und 49, 1372 zwischen 50 und 64 und 1299 Einwohner waren älter. Die Einwohner lebten in 2626 Haushalten. Davon waren 583 Singlehaushalte, 645 Paare ohne Kinder und 1126 Paare mit Kindern, sowie 216 Alleinerziehende und 56 Wohngemeinschaften. In 465 Haushalten lebten ausschließlich Senioren und in 1744 Haushaltungen lebten keine Senioren.

### Einwohnerentwicklung
| Quelle: Historisches Ortslexikon |                                                                                          |
| • 1577:                          | 40 Hausgesesse                                                                           |
| • 1630:                          | 40 Hausgesesse, (8 zweispännige, 23 einspännige Ackerleute, 9 Einläuftige. (mit Witwen)) |
| • 1677:                          | 35 Männer, 2 Witwen, 7 Jungmannschaften, 10 ledige Mannschaften                          |
| • 1742:                          | 109 Haushalte                                                                            |
| • 1806:                          | 521 Einwohner, 81 Häuser                                                                 |
| • 1829:                          | 716 Einwohner, 86 Häuser                                                                 |

| Breidenbach: Einwohnerzahlen von 1791 bis 2020 | Breidenbach: Einwohnerzahlen von 1791 bis 2020 | Breidenbach: Einwohnerzahlen von 1791 bis 2020 | Breidenbach: Einwohnerzahlen von 1791 bis 2020 | Breidenbach: Einwohnerzahlen von 1791 bis 2020 |
| --- | ---------------------------------------------- | ---------------------------------------------- | ---------------------------------------------- | ---------------------------------------------- |
| Jahr |                                                |                                                |                                                | Einwohner                                      |
| 1791 | 1791                                           |                                                | 527                                            | 527                                            |
| 1800 | 1800                                           |                                                | 475                                            | 475                                            |
| 1806 | 1806                                           |                                                | 521                                            | 521                                            |
| 1829 | 1829                                           |                                                | 716                                            | 716                                            |
| 1834 | 1834                                           |                                                | 764                                            | 764                                            |
| 1840 | 1840                                           |                                                | 777                                            | 777                                            |
| 1846 | 1846                                           |                                                | 819                                            | 819                                            |
| 1852 | 1852                                           |                                                | 763                                            | 763                                            |
| 1858 | 1858                                           |                                                | 743                                            | 743                                            |
| 1864 | 1864                                           |                                                | 669                                            | 669                                            |
| 1871 | 1871                                           |                                                | 656                                            | 656                                            |
| 1875 | 1875                                           |                                                | 734                                            | 734                                            |
| 1885 | 1885                                           |                                                | 698                                            | 698                                            |
| 1895 | 1895                                           |                                                | 714                                            | 714                                            |
| 1905 | 1905                                           |                                                | 779                                            | 779                                            |
| 1910 | 1910                                           |                                                | 816                                            | 816                                            |
| 1925 | 1925                                           |                                                | 1.012                                          | 1.012                                          |
| 1939 | 1939                                           |                                                | 1.127                                          | 1.127                                          |
| 1946 | 1946                                           |                                                | 1.644                                          | 1.644                                          |
| 1950 | 1950                                           |                                                | 1.734                                          | 1.734                                          |
| 1956 | 1956                                           |                                                | 1.869                                          | 1.869                                          |
| 1961 | 1961                                           |                                                | 2.196                                          | 2.196                                          |
| 1967 | 1967                                           |                                                | 2.513                                          | 2.513                                          |
| 1972 | 1972                                           |                                                | 3.090                                          | 3.090                                          |
| 1975 | 1975                                           |                                                | 6.190                                          | 6.190                                          |
| 1980 | 1980                                           |                                                | 6.242                                          | 6.242                                          |
| 1985 | 1985                                           |                                                | 6.169                                          | 6.169                                          |
| 1990 | 1990                                           |                                                | 6.400                                          | 6.400                                          |
| 1995 | 1995                                           |                                                | 6.700                                          | 6.700                                          |
| 2000 | 2000                                           |                                                | 6.924                                          | 6.924                                          |
| 2005 | 2005                                           |                                                | 7.013                                          | 7.013                                          |
| 2010 | 2010                                           |                                                | 6.871                                          | 6.871                                          |
| 2011 | 2011                                           |                                                | 6.984                                          | 6.984                                          |
| 2015 | 2015                                           |                                                | 6.818                                          | 6.818                                          |
| 2020 | 2020                                           |                                                | 6.653                                          | 6.653                                          |
| Datenquelle: Historisches Gemeindeverzeichnis für Hessen: Die Bevölkerung der Gemeinden 1834 bis 1967. Wiesbaden: Hessisches Statistisches Landesamt, 1968. Weitere Quellen: ; 1972:; ab 1975:; Zensus 2011 Ab 1972 einschließlich der im Zuge der Gebietsreform in Hessen eingegliederten Orte. |                                                |                                                |                                                |                                                |

### Historische Erwerbstätigkeit
| Quelle: Historisches Ortslexikon | |
| • 1867:                          | Erwerbspersonen: 134 Landwirtschaft, 1 Forstwirtschaft, 36 Gewerbe und Industrie, 21 Handel, 6 Verkehr, 2 Gesundheitspflege, 2 Erziehung und Unterricht, 2 Kirche und Gottesdienst, 2 Staatsverwaltung, 1 Gemeindeverwaltung, 3 Personen ohne Berufsausübung. |
| • 1961:                          | Erwerbspersonen: 202 Land- und Forstwirtschaft, 717 produzierendes Gewerbe, 79 Handel und Verkehr, 76 Dienstleistungen und Sonstiges. |

### Religion

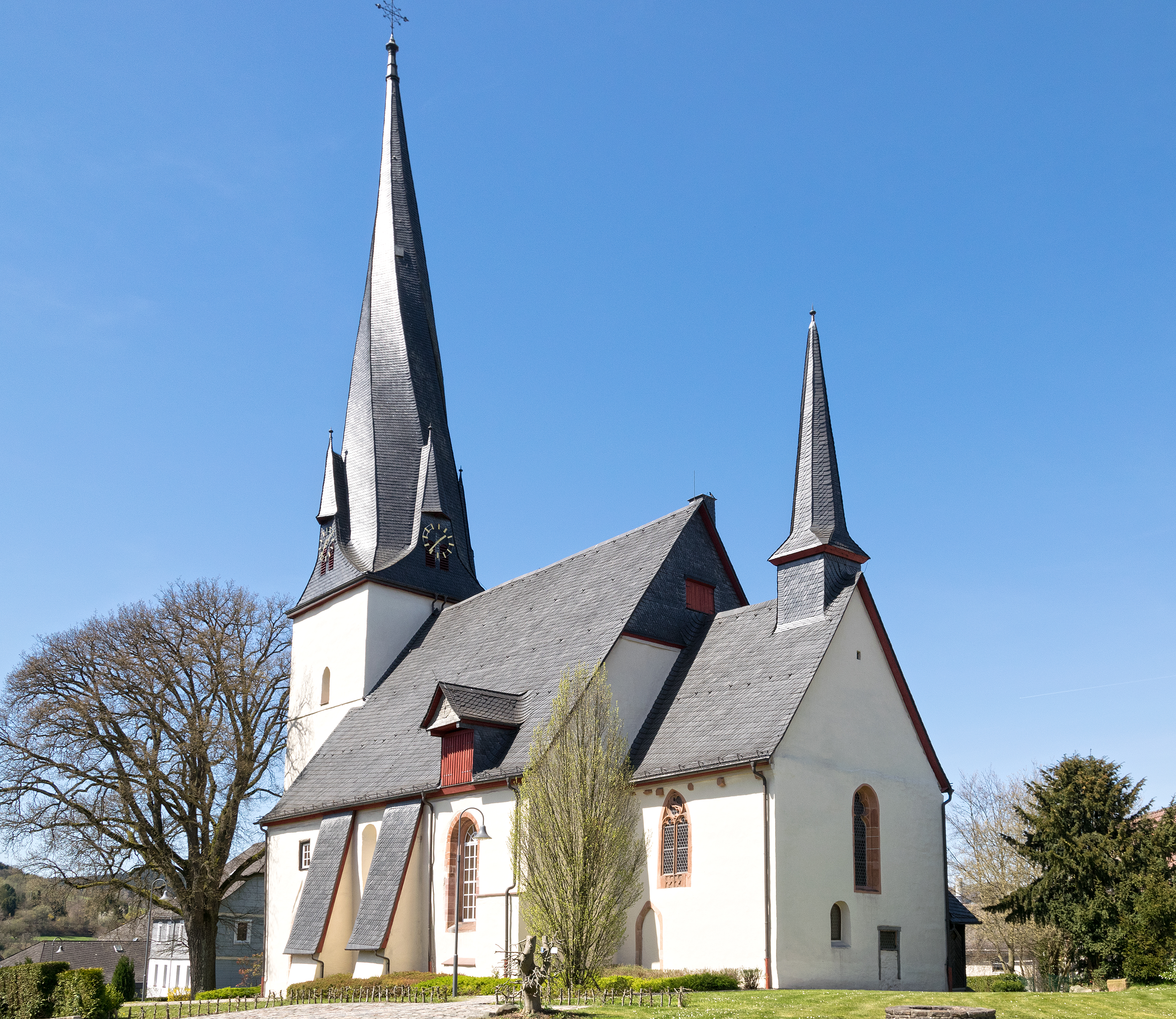
Ev. Pfarrkirche (2015)

In Breidenbach gibt es eine ev. Kirche im Kernort und je eine ev. Kirche in Achenbach, Kleingladenbach, Niederdieten, Oberdieten und Wolzhausen. Die Maria-Himmelfahrt-Kirche in Breidenbach ist römisch-katholisch. Darüber hinaus befindet sich in Breidenbach eine Moschee des türkisch-islamischen Vereins DİTİB.
Daten zur Religionszugehörigkeit
| Quelle: Historisches Ortslexikon |                                                                                              |
| • 1830:                          | 0648 evangelische, 2 römisch-katholische, 66 jüdische Einwohner                              |
| • 1885:                          | 0615 evangelische, 11 katholische und 72 jüdische Einwohner                                  |
| • 1961:                          | 1657 evangelische (= 75,46 %), 495 römisch-katholische (= 22,54 %) Einwohner                 |
| • 1987:                          | 4053 evangelische (= 64,8 %), 754 katholische (= 12,1 %), 1443 sonstige (= 23,1 %) Einwohner |
| • 2011:                          | 3497 evangelische (= 50,1 %), 670 katholische (= 9,6 %), 2817 sonstige (= 40,3 %) Einwohner  |

## Politik

### Gemeindevertretung
Die Kommunalwahl am 14. März 2021 lieferte folgendes Ergebnis, in Vergleich gesetzt zu früheren Kommunalwahlen:
| Sitzverteilung in der Gemeindevertretung 2021Insgesamt 27 Sitze - SPD: 9 - BL: 10 - CDU: 8 | Parteien und Wählergemeinschaften | Parteien und Wählergemeinschaften           | 2021  | 2021  | 2016  | 2016  | 2011  | 2011  | 2006  | 2006  | 2001  | 2001  |
| Sitzverteilung in der Gemeindevertretung 2021Insgesamt 27 Sitze - SPD: 9 - BL: 10 - CDU: 8 | Parteien und Wählergemeinschaften | Parteien und Wählergemeinschaften           | %     | Sitze | %     | Sitze | %     | Sitze | %     | Sitze | %     | Sitze |
| Sitzverteilung in der Gemeindevertretung 2021Insgesamt 27 Sitze - SPD: 9 - BL: 10 - CDU: 8 | BL                                | Bürgerliste                                 | 36,9  | 10    | 31,0  | 8     | 21,4  | 6     | 18,9  | 5     | 18,1  | 6     |
| Sitzverteilung in der Gemeindevertretung 2021Insgesamt 27 Sitze - SPD: 9 - BL: 10 - CDU: 8 | SPD                               | Sozialdemokratische Partei Deutschlands     | 33,8  | 9     | 35,8  | 10    | 43,5  | 12    | 41,0  | 11    | 46,8  | 14    |
| Sitzverteilung in der Gemeindevertretung 2021Insgesamt 27 Sitze - SPD: 9 - BL: 10 - CDU: 8 | CDU                               | Christlich Demokratische Union Deutschlands | 29,3  | 8     | 33,2  | 9     | 35,2  | 9     | 40,1  | 11    | 35,1  | 11    |
| Sitzverteilung in der Gemeindevertretung 2021Insgesamt 27 Sitze - SPD: 9 - BL: 10 - CDU: 8 | Gesamt                            | Gesamt                                      | 100,0 | 27    | 100,0 | 27    | 100,0 | 27    | 100,0 | 27    | 100,0 | 31    |
| Sitzverteilung in der Gemeindevertretung 2021Insgesamt 27 Sitze - SPD: 9 - BL: 10 - CDU: 8 | Ungültige Stimmen in %            | Ungültige Stimmen in %                      | 2,4   | —     | 2,4   | —     | 1,7   | —     | 2,2   | —     | 1,5   | —     |
| Sitzverteilung in der Gemeindevertretung 2021Insgesamt 27 Sitze - SPD: 9 - BL: 10 - CDU: 8 | Wahlbeteiligung in %              | Wahlbeteiligung in %                        | 45,3  | 45,3  | 42,6  | 42,6  | 46,3  | 46,3  | 43,3  | 43,3  | 49,4  | 49,4  |

### Bürgermeister

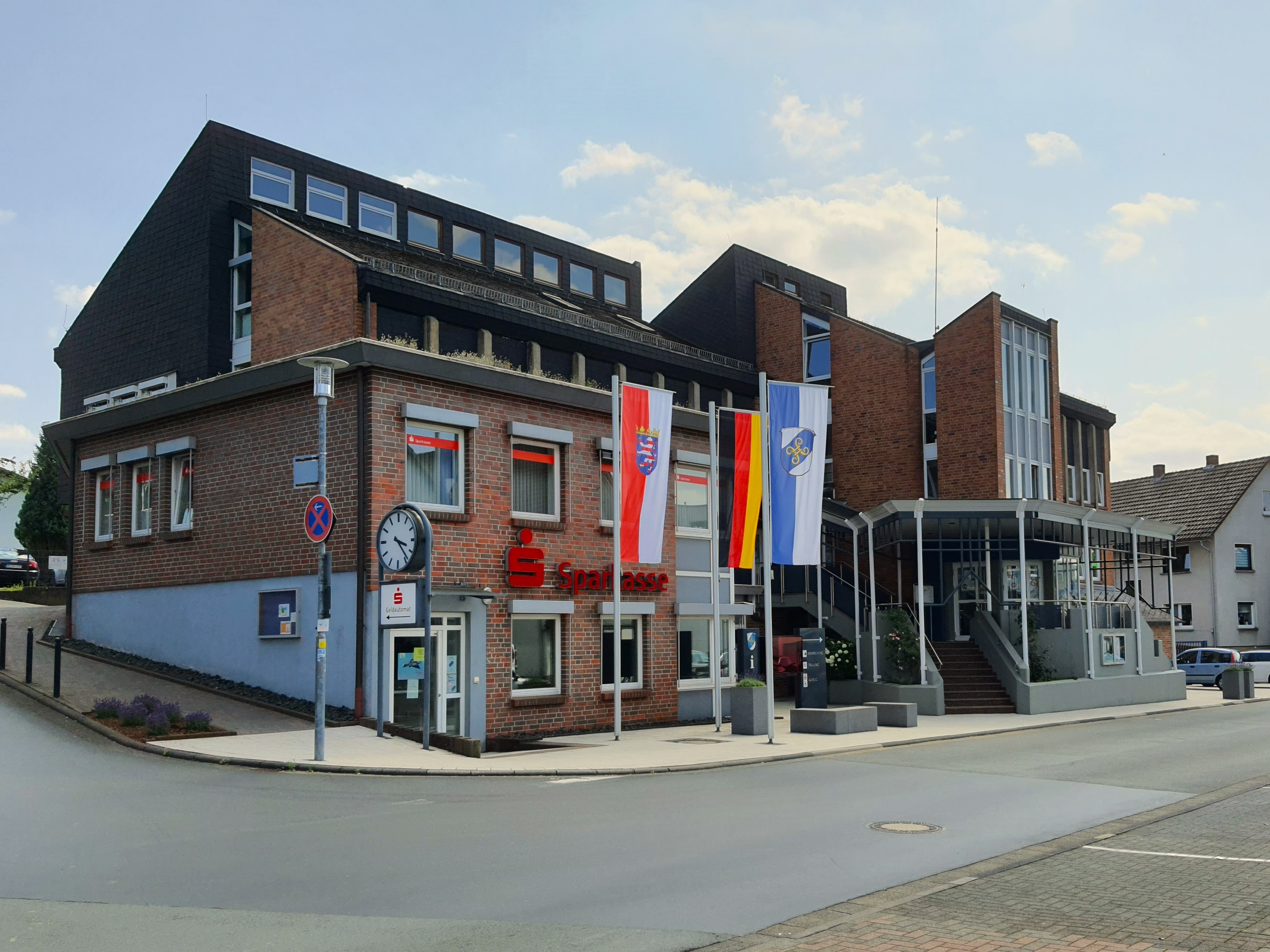
Rathaus in Breidenbach (2021)

Nach der hessischen Kommunalverfassung wird der Bürgermeister für eine sechsjährige Amtszeit gewählt, seit dem Jahr 1993 in einer Direktwahl, und ist Vorsitzender des Gemeindevorstands, dem in der Gemeinde Breidenbach neben dem Bürgermeister ehrenamtlich ein Erster Beigeordneter (in der laufenden Wahlperiode Jochen Stöcker (CDU)) und sechs weitere Beigeordnete angehören. Bürgermeister ist seit dem 1. April 2013 Christoph Felkl (SPD). Er wurde als Nachfolger von Werner Reitz (SPD), der nach zwei Amtszeiten nicht wieder kandidiert hatte, am 28. Oktober 2012 im ersten Wahlgang bei 58,1 Prozent Wahlbeteiligung mit 61,0 Prozent der Stimmen gewählt und setzte sich damit gegen die als unabhängige Kandidatin angetretene frühere SPD-Landtagsabgeordnete Silke Tesch durch. Es folgte zwei Wiederwahlen, zuletzt im November 2024.
Amtszeiten der Bürgermeister
- 2013–2031 Christoph Felkl (SPD)[40]
- 2001–2013 Werner Reitz (SPD)
- 1973–2001 Artur Künkel (SPD) (1937–2022)[43]

### Ortsbeirat
- SPD: 2
- BL: 1
- CDU: 2

- BL = Bürgerliste

Der Hauptort Breidenbach verfügt als Ortsbezirk über einen Ortsbeirat, bestehend aus fünf Mitgliedern, dessen Vorsitzender ein Ortsvorsteher, derzeit Björn Meier (SPD), ist. Für die Sitzverteilung siehe die nebenstehende Grafik.

### Wappen
Am 9. Juli 1956 genehmigte der Hessische Minister des Innern das Wappen mit folgender Beschreibung:
| Wappen von Breidenbach | Blasonierung: „In Silber ein breiter, blauer, schräglinks verlaufender Bach, belegt mit einer goldenen Wolfsangel.“ |
| Wappen von Breidenbach | Wappenbegründung: Die Wolfsangel leitet sich vom Wappen der mittelalterlichen Herren von Breidenbach ab, die das Dorf viele Jahrhunderte lang regierten. Der Bach ist ein redendes Element für die Silbe „-bach“ des Ortsnamens. |

Das Wappen der Ortsgemeinde Breidenbach wurde im Zuge der Gebietsreform 1974 auch das Wappen der neugebildeten Großgemeinde. Vor dem alten Marktplatz befindet sich eine große Darstellung des Wappens aus Kies.

### Flagge
Am 3. Dezember 1981 genehmigte der Hessische Minister des Innern die Flagge mit folgender Beschreibung:

„Die Flagge der Gemeinde Breidenbach zeigt auf der von blau und weiß längsgeteilten Flaggenbahn in der oberen Hälfte das Gemeindewappen.“

Eine amtliche Hissflagge führt die Gemeinde nicht. Lokal wird jedoch, angelehnt an die Bannerflagge, eine blau-weiße Flaggenbahn, belegt mit dem Gemeindewappen verwendet. Die Flaggen wurden im größeren Stil erstmals zum 1100-jährigen Dorfjubiläum, das zusammen mit dem Ortsteil Kleingladenbach begangen wurde, auch für die Breidenbacher Einwohner ausgegeben.

### Kulturdenkmäler

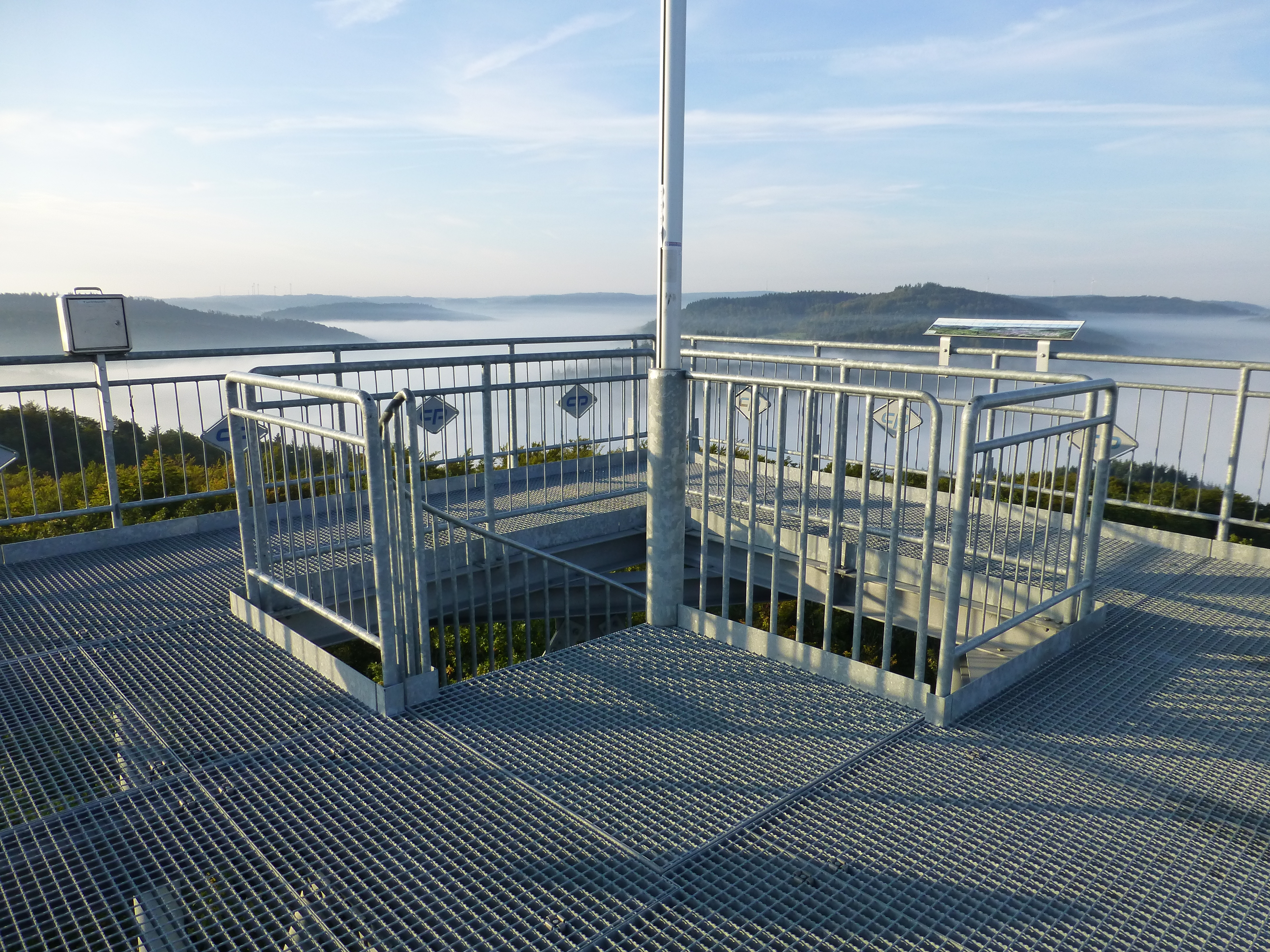
Die Plattform mit zentraler Fahnenstange, Behälter für „Turmbuch“ und Orientierungstafel; Blick nach Süden (2017)

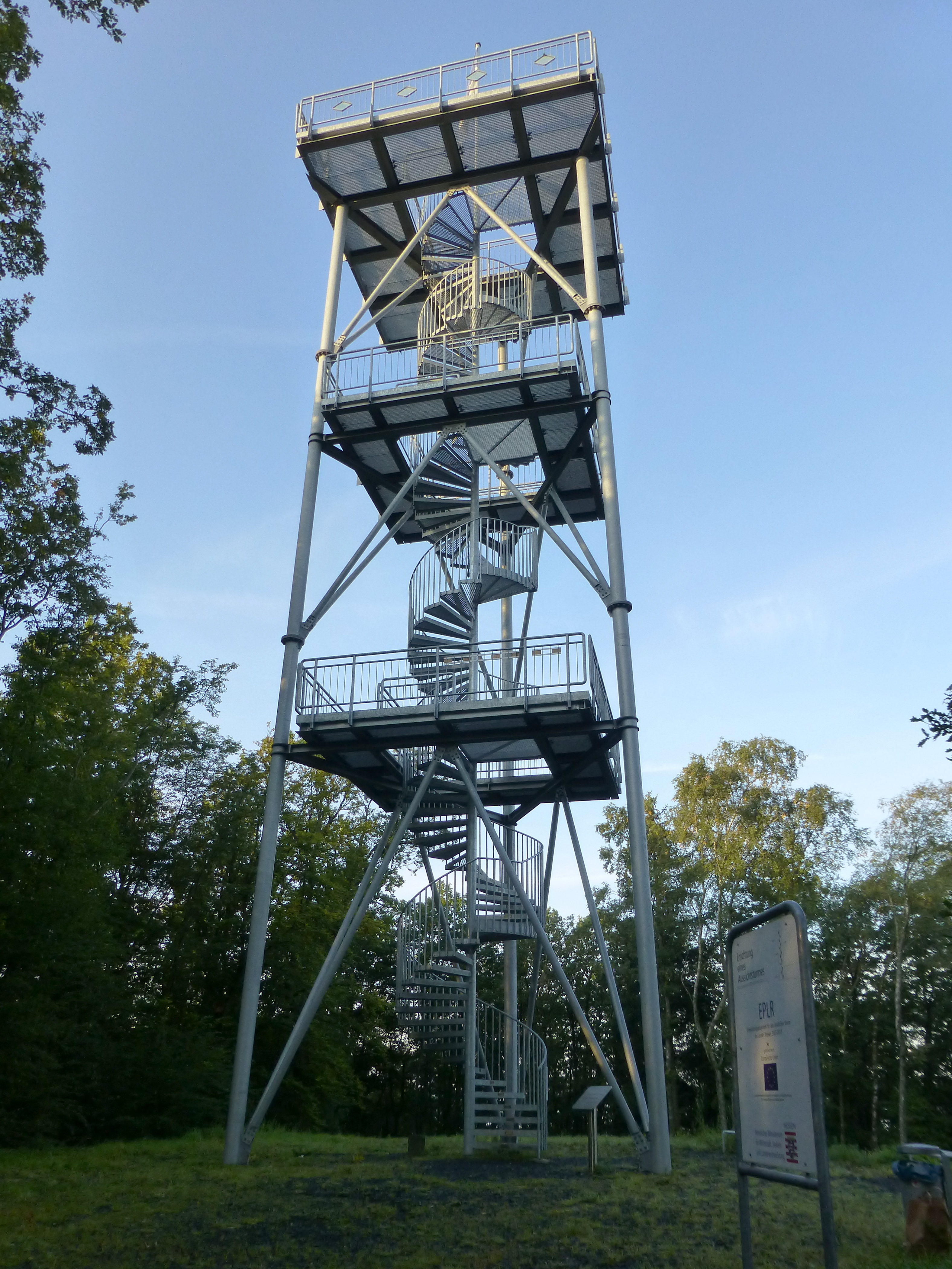
Der Jubiläums-Aussichtsturm (2017)

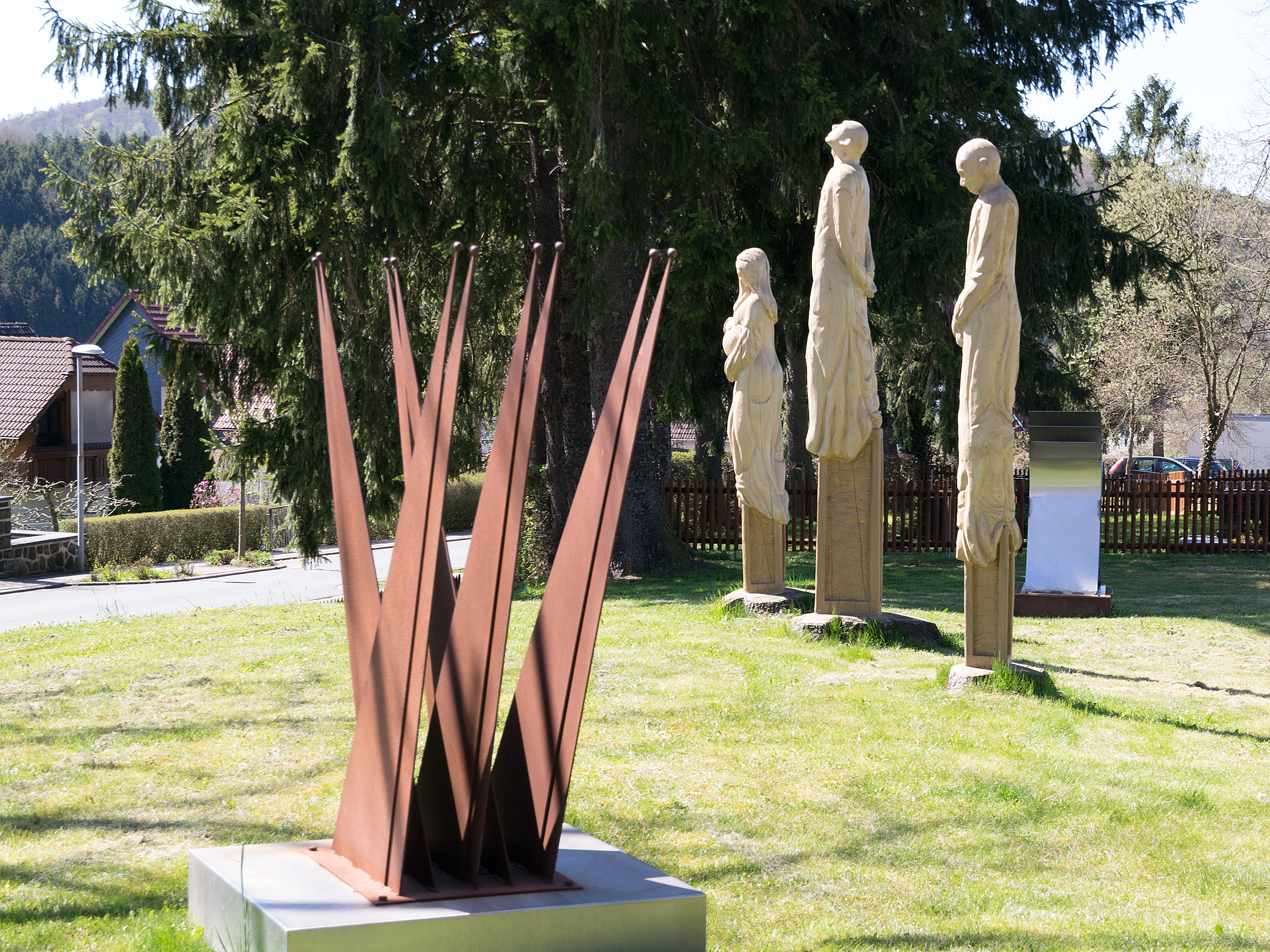
Skulpturen im Skulpturenpark (2015)

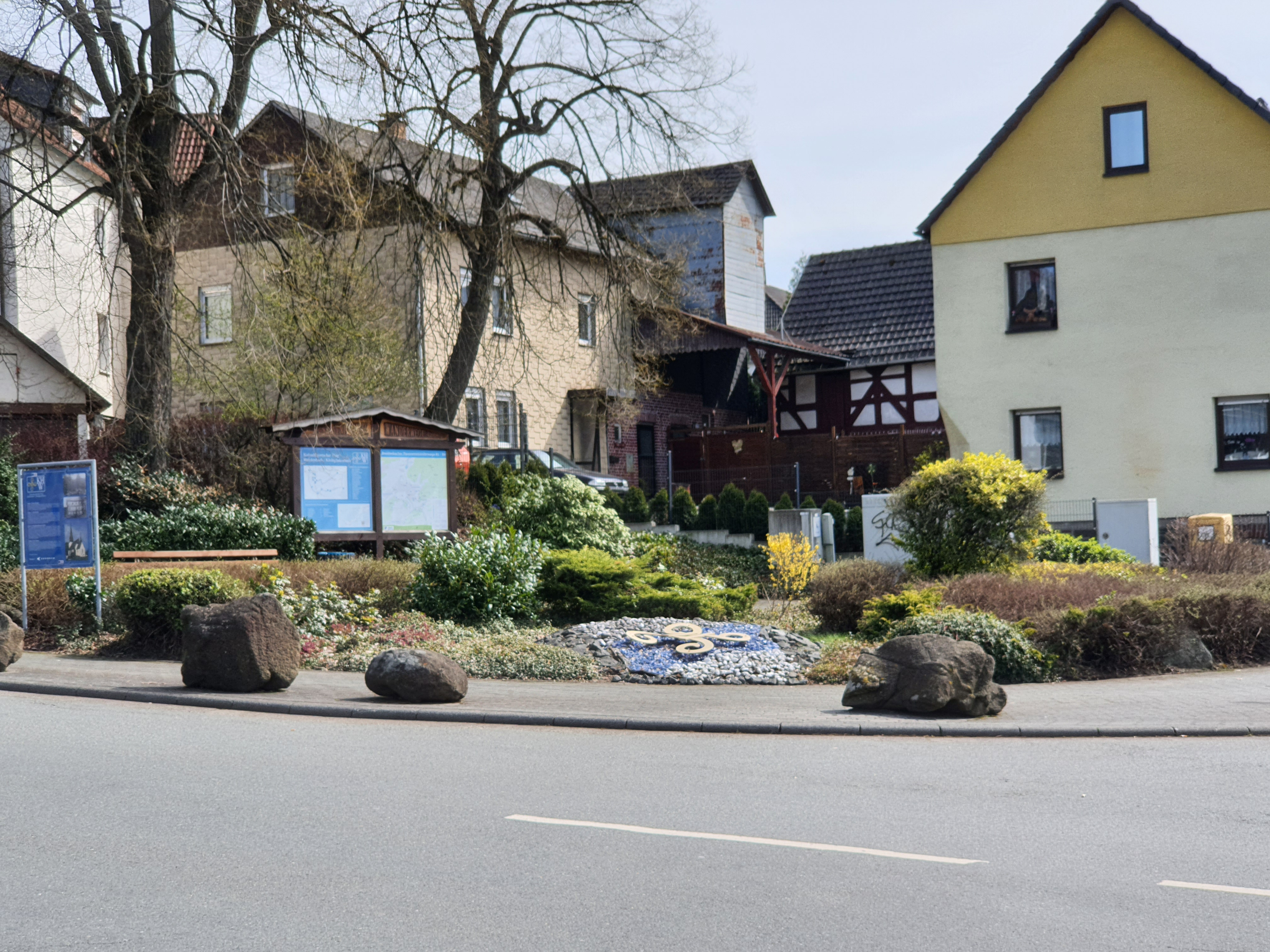
Der alte Marktplatz (2022)

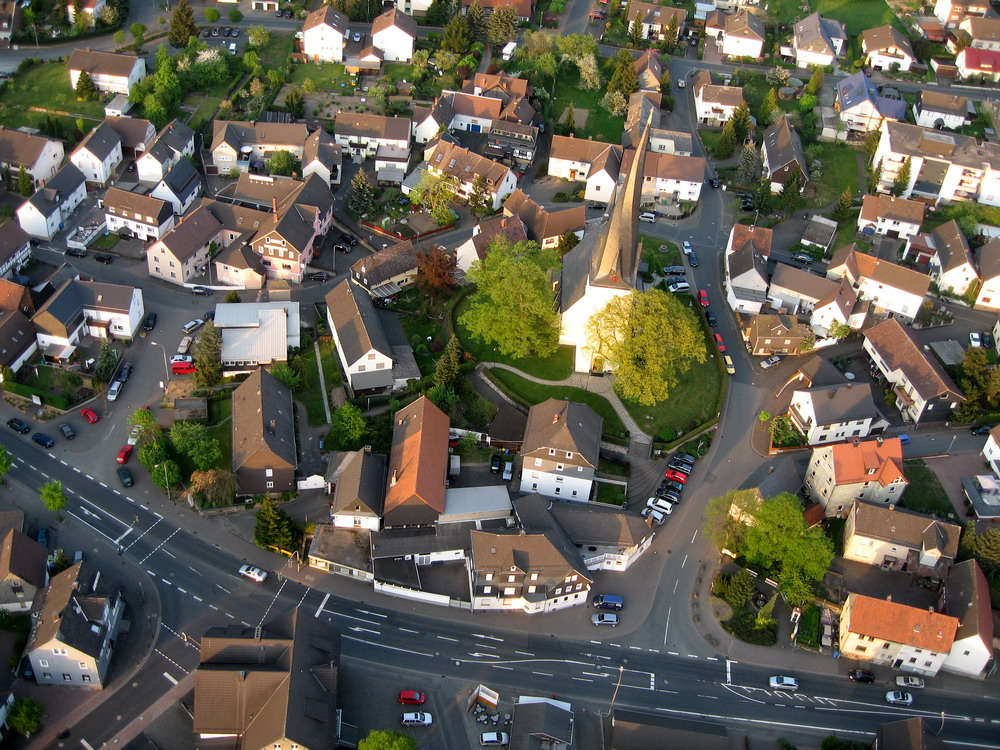
Der historische Ortskern Breidenbachs (2007): unten rechts der alte Marktplatz, in der Mitte die evangelische Kirche und unterhalb der Standort des alten Rathauses

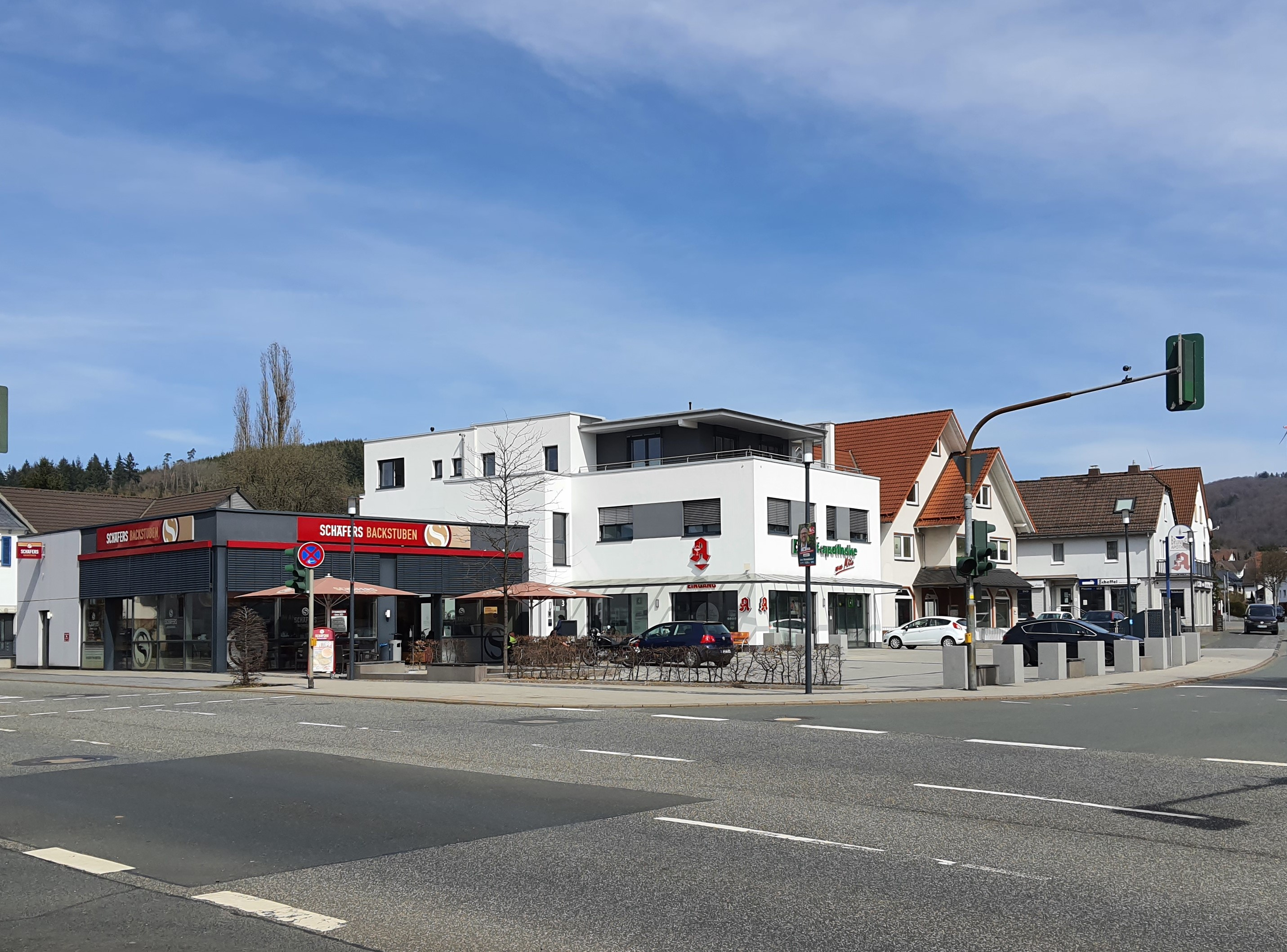
Die Neue Mitte Breidenbachs (2022)

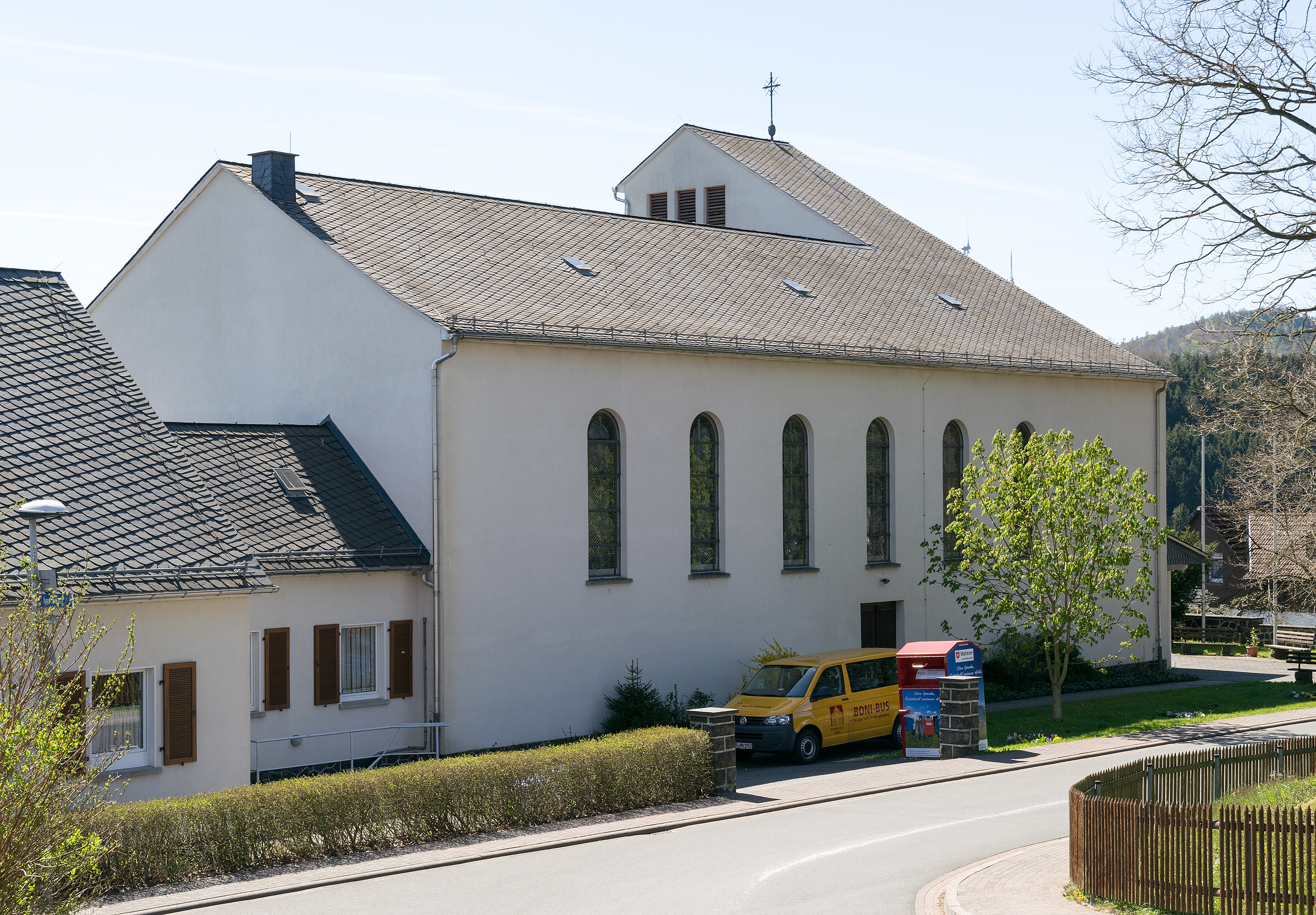
Maria Himmelfahrt (2015)

## Kultur und Sehenswürdigkeiten

### Bauwerke, Plätze und Parks

#### Jubiläums-Aussichtsturm
Zur Erinnerung an die 1100-Jahr-Feier wurde am 1. November 2013 ein Jubiläums-Aussichtsturm östlich der Ortslage auf dem „Asch“ in einer kleinen Feierstunde für Besucher freigegeben. Der in einer verzinkten Stahlausführung errichtete Turm verfügt über insgesamt drei Aussichtsebenen, wobei mit der dritten Ebene eine Höhe von 20 Metern erstiegen werden kann. Hier eröffnet sich dem Besucher, auf einer topografischen Höhe von knapp 500 Metern über NN, ein imposanter Blick über die Großgemeinde und weite Teile der Region Lahn-Dill-Bergland bis in Richtung Westerwald und Siegerland. Innerhalb des Hauptortes Breidenbach wird mit Hinweistafeln auf die Erreichbarkeit des Aussichtsturmes aufmerksam gemacht. Seither finden am Turm regelmäßige kleine „Turmfeste“ – Veranstaltungen mit Blasmusik, Kinderprogramm und Verpflegung – statt. Finanziert wurde er durch Spenden und Sponsoring von Bürgern sowie der Firma Christmann & Pfeifer, die auch den Turm errichtete. Insgesamt ist der Turm 26,6 Meter hoch.

#### Skulpturenpark
Am 10. Mai 2014 wurde ein Skulpturenpark auf dem Areal des alten Friedhofes am Altweg, oberhalb der Perftalhalle, eingeweiht. Nachdem verschiedene Ideen zu Weiternutzung des dort bestehenden Friedhofs III, der bereits 1915 seiner Bestimmung übergeben wurde und Mitte der 1970er-Jahre durch einen neuen Friedhof außerhalb der Ortslage ersetzt wurde, abgewägt wurden, entstand die Idee zur Anlage eines Parks mit einem stilisierten Perflauf. Die Firma Christmann & Pfeifer konnte dazu gewonnen werden, sechs Objekte zu erstellen, und es wurden Skulpturen von unterschiedlichen Firmen aus der Region gefertigt; insbesondere engagierte sich hier die Firma Weber Food Technology aus Breidenbach.
Zur Erinnerung daran, dass dieses Gelände ehemals ein Friedhof war, wurden alte Grabsteine entlang des Perflaufes eingebaut, die Eigner der Grabstätten zur Verfügung stellten. Außerdem wurde ein Gedenkstein zur Erinnerung an die 1100-Jahr-Feier aufgestellt. Die Kosten wurden von Bürgern der Gemeinde aufgebracht. Im Zentrum des Parks entstand ein Bronzebuch mit dem Text der Ersterwähnung Breidenbachs auf einem Granitsockel.
Zu den auf dem Areal des Skulpturenparks bereits vorhandenen Gedenkbäumen, der „Leipziglinde“ (zum 100. Jahrestag der Völkerschlacht bei Leipzig 1813) und der „Gedächtniseiche“ (zur Tausendjahrfeier 1913), wurde eine Platane gepflanzt, die spätere Generationen an die 1100-Jahr-Feier erinnern soll. Außerdem entstanden aus fällbedürftigen Fichten Figuren, die Geburt, Leben und Tod darstellen. Somit wurde der erste Park der Gemeinde Breidenbach geschaffen.
2015 fand auch ein 1980 angefertigtes Modell der evangelischen Kirche im Park Platz, nachdem bis dahin nur zu besonderen Veranstaltungen gezeigt werden konnte.

#### Alter Marktplatz
Auf der öffentlichen Straßenfläche, auf dem Kirchenvorplatz und vor dem alten Rathaus wurde früher Markt abgehalten. Die Marktrechte wurden im Jahr 1731 von Landgraf Ernst Ludwig bei der Einweihung des Bergamtes verliehen. Danach durften jährlich drei Vieh- und Krammärkte abgehalten werden. Nach einem Brand am 9. September 1893 wurde der Marktplatz auf die andere Straßenseite an seine heutige Stelle verlegt, das Haus, eine Gastwirtschaft mit Bäckerei, die sich vorher an dieser Stelle befand, wurde nicht wieder aufgebaut. Das Grundstück wurde mit neun Krimmlinden bepflanzt, von denen drei heute noch stehen, und mit einer Grünanlage hergerichtet. Heute bildet der alte Marktplatz die Ecke Altweg/Hauptstraße und ist bepflanzt und mit Parkbänken und einem Brunnen ausgestattet, Markt wird hier nicht mehr abgehalten. Seit der Umgestaltung im Jahr 2012 befindet sich vor dem alten Marktplatz eine große Darstellung des Breidenbacher Wappens aus Kies.

#### Altes Rathaus
Das alte Rathaus wurde 1856 auf einem alten Gerichtsplatz, der sich unmittelbar vor der Kirchhofmauer, schräg gegenüber dem alten Marktplatz befand, errichtet. 1912 wurde es aufgestockt. Im Rathaus befand sich im Kellergeschoss das Backhaus, daneben das Stockhaus, eine Art Gefängnis. Das Gebäude wurde 1970 abgebrochen, nachdem die Gemeindevertretung in das neue Rathaus umgezogen war.

#### Neue Mitte
Seit Sommer 2019 besteht an der Ecke Hauptstraße/Bachstraße die „Neue Mitte“, ein Platz mit Bäckerei, Apotheke, Anwaltskanzlei und einer Arztpraxis. Dort findet bereits seit 2018 (mit Pause 2020 und 2021 wegen der COVID-19-Pandemie) der „Schichtwechsel“ statt, ein halbjährlicher Dämmerschoppen, organisiert von der Gemeinde Breidenbach; die Bewirtung übernehmen örtliche Vereine.

#### Evangelisch-lutherische Kirche
Die evangelisch-lutherische Kirche wurde als Taufkapelle im Jahre 913 erstmals erwähnt. Besonders bekannt ist sie für den charakteristischen schiefen und verdrehten Turm. Bis 1813 war sie von einem Kirchfriedhof umgeben.

#### Maria-Himmelfahrt-Kirche
Im südlichen Teil Breidenbachs befindet sich die katholische Pfarrkirche Maria Himmelfahrt.

### Sport
Breidenbach besitzt zahlreiche Sportstätten, davon allein drei Sportplätze in der Kerngemeinde. Diese sind im Allgemeinen frei zugänglich und kostenlos nutzbar. Die Kerngemeinde bietet zwei Turnhallen, eine Kleinsporthalle und die größere „Perftalhalle“ und in allen Ortsteilen zumindest einen Bolz- bzw. Fußballplatz. Im Ortsteil Niederdieten gibt es ein Freibad und in Kleingladenbach findet sich außerdem noch eine Skilaufbahn mit Skilift, weshalb die Gemeinde für Touristen attraktiv wird.

## Wirtschaft und Infrastruktur

### Flächennutzung
Das Gemeindegebiet umfasst 2015 eine Gesamtfläche von 4483 Hektar, davon entfallen in ha auf:
| Nutzungsart             | Nutzungsart             | 2011 | 2015 |
| ----------------------- | ----------------------- | ---- | ---- |
| Gebäude- und Freifläche | Gebäude- und Freifläche | 288  | 283  |
| davon                   | Wohnen                  | 148  | 144  |
|                         | Gewerbe                 | 53   | 54   |
| Betriebsfläche          | Betriebsfläche          | 71   | 75   |
| davon                   | Abbauland               | 33   | 33   |
| Erholungsfläche         | Erholungsfläche         | 51   | 57   |
| davon                   | Grünanlage              | 33   | 37   |
| Verkehrsfläche          | Verkehrsfläche          | 404  | 403  |
| Landwirtschaftsfläche   | Landwirtschaftsfläche   | 1249 | 1234 |
| davon                   | Moor                    | 0    | 0    |
|                         | Heide                   | 0    | 0    |
| Waldfläche              | Waldfläche              | 2328 | 2337 |
| Wasserfläche            | Wasserfläche            | 38   | 40   |
| Sonstige Nutzung        | Sonstige Nutzung        | 54   | 54   |

### Öffentliche Einrichtungen

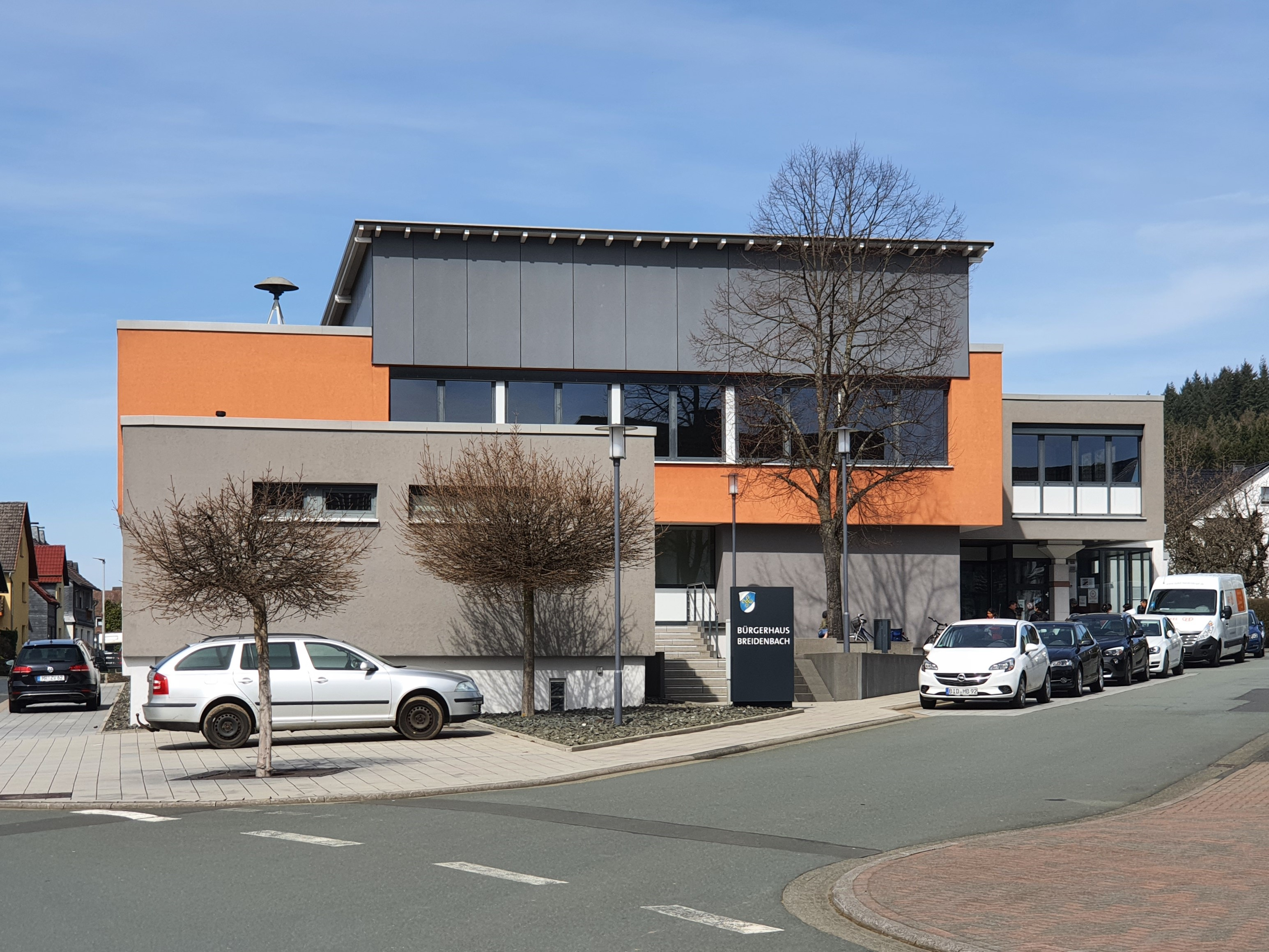
Das Bürgerhaus (2022)

In Breidenbach gibt es ein Bürgerhaus, es liegt zentral im Ortskern in der Nähe des Rathauses und besteht aus einem großen und einem kleinen Saal und es gibt eine Kegelbahn.

### Einkaufen
Der Hauptort Breidenbach ist ein gut entwickelter, industriereicher Ort.
Eine Vielzahl von Einkaufs- und Freizeitmöglichkeiten machen Breidenbach zum Zentrum der Gemeinde und der umliegenden Ortschaften.
Ende Oktober 2011 wurde auf dem Areal zwischen dem ersten Teilabschnitt der Ortsumgehung, dem Gelände der Firma Breyden (ehemals Buderus Guss) und der Hauptstraße, entlang der ehemaligen Bahnstrecke das neue Nahversorgungszentrum Breidenbach „An der Perf“ eröffnet. Hier wurden Supermärkte, Discounter und Einzelhändler an einer zentralen Stelle zusammengefasst; zur Eröffnung entstanden ein Rewe-Markt, je eine Filiale von Aldi Nord und NKD, sowie eine Schlecker-Filiale, letztere wurde kurz nach der Eröffnung bereits wieder geschlossen. Das Gelände umfasst 1,1 ha und verfügt über 123 Parkplätze, zuvor befand sich an dieser Stelle ein Möbelhaus und Reste der stillgelegten Scheldetalbahn, die zuletzt als Fahrradweg genutzt wurden.

### Industrie und Gewerbe

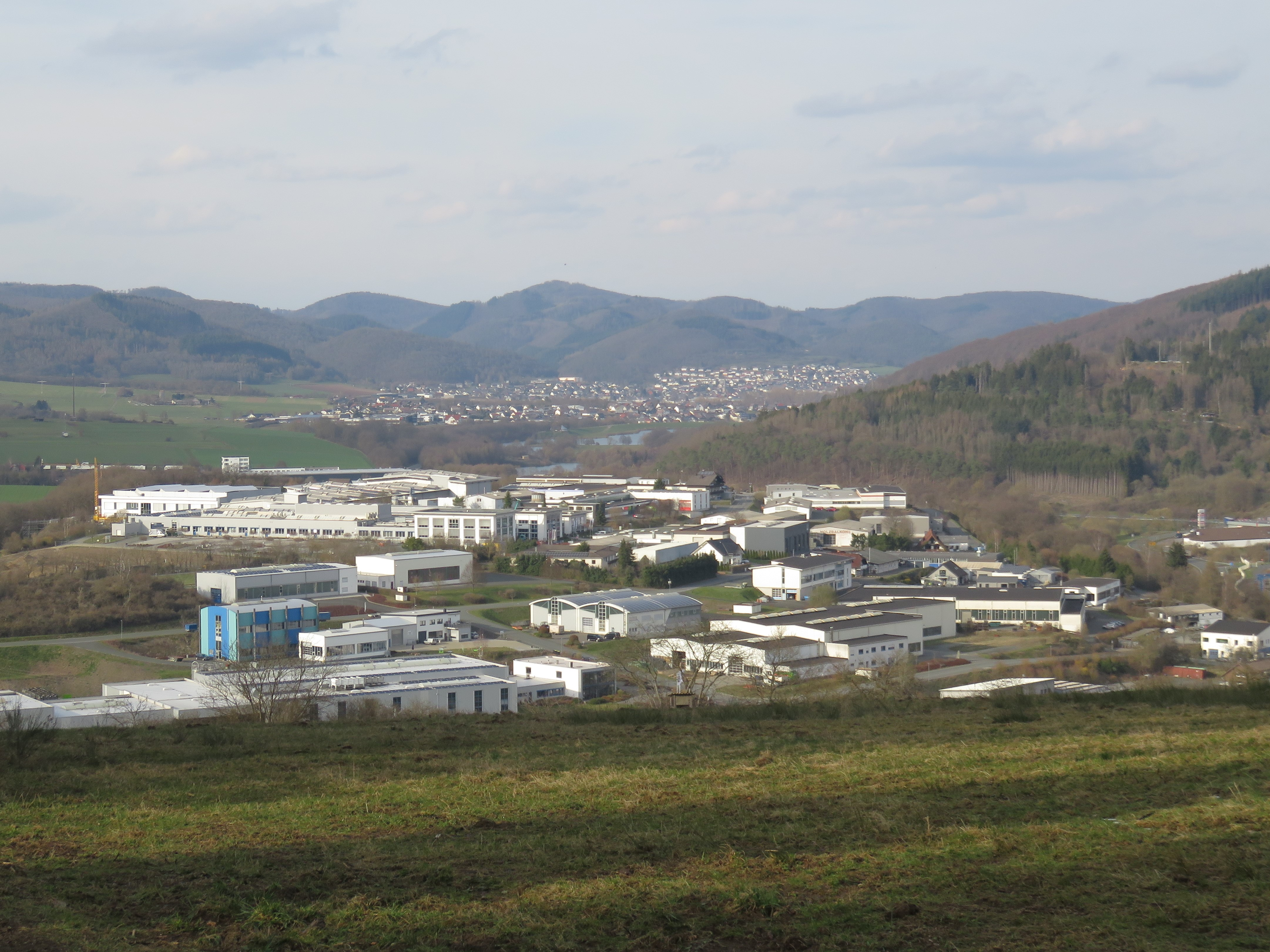
Das Gewerbegebiet West von Süden, im Hintergrund Breidenstein (2021)

Breidenbach verfügt seit den 1980er-Jahren über ein Gewerbegebiet (Gewerbegebiet West) „auf dem Geweidigen“ oberhalb der Straße nach Kleingladenbach, in dem mittelständische Unternehmen wie z. B. Weber Food Technology oder Christmann & Pfeifer angesiedelt sind. Mit Breyden hat ein Bremsscheiben-Unternehmen, ehemals als Buderus Guss zum Großkonzern Buderus gehörig, seinen Sitz in Breidenbach.
Im Ortsteil Oberdieten entsteht zurzeit das neue Gewerbegebiet „Auf dem Eberbach“. Der Hauptort Breidenbach beschäftigt über 2.600 Arbeitnehmer.

### Energie

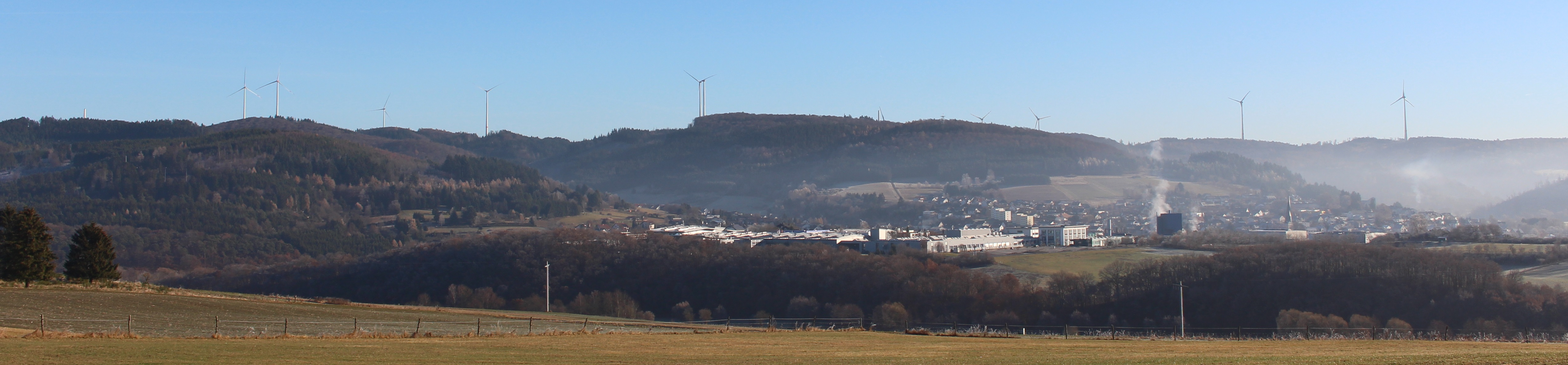
Breidenbach mit Windparks Schwarzen- und Weißenberg im Hintergrund

Im Gebiet des Steinbruches Oberdieten wurden bereits 1995 drei Windräder errichtet. Während eines Repowerings jeweils 2011 und 2013 wurden zwei 3-MW-Windräder aufgestellt.
Im November 2015 genehmigte das Regierungspräsidium den Bau von neun Windenergieanlagen mit jeweils 2,4 MW zwischen Biedenkopf und Breidenbach. Das Projekt trägt den Namen „Windpark Schwarzenberg“. Zusammen mit dem Windpark Weißenberg im Gemeindegebiet von Dautphetal sollen die Anlagen eine „Windfarm“ bilden.

### Wasserversorgung
Die Gemeinde Breidenbach ist seit 2004 Kunde des Wasserverbands Siegen-Wittgenstein und bezieht demnach etwa 85 (Stand 2022; 2019: 75, 2013: 25) Prozent ihres Trinkwassers aus der Obernautalsperre im Siegerland und der ehemaligen Grube Gonderbach zwischen Fischelbach und Sohl. Die eigenen Brunnen und Wasserspeicher wurden, bis auf einige Ausnahmen, seitdem stillgelegt. Bis heute bestehen der erst zum Einstieg in den Wasserverband gebaute Hochbehälter Hornhecke zwischen Achenbach und Kleingladenbach, nahe dem Silbersee und zwei Tiefbrunnen bei Wolzhausen und Niederdieten. Eine Teilreaktivierung der aufgegebenen Anlagen ist aber vorgesehen, auch um sich unabhängiger vom Wasserverband zu machen.

### Verkehr

#### Straßenverkehr

##### Überblick
Durch das Gemeindegebiet führt die Bundesstraße 253, von der zahlreiche Landes- und Kreisstraßen die einzelnen Gemeindeteile verbinden.

##### Geplante Umgehungsstraße
Aufgrund der erheblichen Verkehrsbelastung des Hauptortes plant Hessen Mobil eine Umgehungsstraße, die den Verkehr in der Ortsdurchfahrt um mindestens 75 Prozent reduzieren soll. Der erste Teil ist als „Entlastungsstraße“ und Teil der Kreisstraße 107 bereits seit 2004 fertiggestellt (und soll mit Bau des zweiten Abschnitts entsprechend verbreitert werden). Diese leitet den Verkehr des Ortsteiles Kleingladenbach und des Gewerbegebietes „auf dem Geweidigen“ von Norden kommend westlich am Ort vorbei und mündet in einen Kreisverkehr („Kreisel der Unendlichkeit“) an der bisherigen Straße nach Kleingladenbach (Buderusstraße) und dem Breyden-Werk (ehemals Buderus Guss). Von diesem Kreisverkehr soll der rund 900 Meter lange zweite Abschnitt nach Überquerung von Himmelsbornbach, entlang der in Richtung des Kleingartengebiets am Hirscheln zu verlegenden Perf bis unterhalb des südlichen Ortseingangs in Richtung Niederdieten führen. Dort ist ein weiterer Kreisverkehr mit einem neuen Anschluss an die Landesstraße nach Wolzhausen geplant, der nach Absicht der Gemeinde trotz der differierenden Zuständigkeit im Zuge des Umgehungsbaus realisiert werden soll. Der neue Anschluss dieser Straße soll etwas vor der aus Wolzhausen kommenden linksseitigen Wohnbebauung erfolgen. Die Perf soll die Bestandsstraße unterhalb des neuen Kreisverkehrs unterqueren und anschließend wieder in ihr altes Bett finden. Um den Kreisverkehr herum sollen außerdem neue Anbindungen an die bisherigen Radwege errichtet werden.
Aufgrund ablaufender Fristen wurde es 2025 nötig, einen Bebauungsplan für die Gegend zu erstellen. Zunächst sollte die Umgehung nahe der Bebauung verlaufen, doch eine Machbarkeitsstudie ergab, dass eine Erweiterung der Firma Breyden nur auf diesen Fläche möglich wäre. Nur aufgrund dessen wurde der Trassenverlauf geändert, sodass er nun durch die Perfaue verläuft. Der Zeitpunkt des Planfeststellungsbeschlusses ist nach mehrmaliger Verzögerung (u. a. wegen Umwelt- und Naturschutzprüfungen oder der Einplanung eines Fledermaustunnels) weiter unklar. Das entsprechende Verfahren läuft seit 2017. Mit einer Fertigstellung ist ab frühestens 2030 zu rechnen. Zuletzt ging man von Kosten in Höhe von rund 10,1 Millionen Euro aus.
Bei der Eröffnung des ersten Abschnitts rechnete man mit einer Gesamtfertigstellung bis spätestens 2011. Sogar der damalige Bundesverkehrsminister Wolfgang Tiefensee (SPD) hatte sich 2007 vor Ort zusammen mit Sören Bartol und Silke Tesch (Abgeordnete für den lokalen Wahlkreis in Bundes- und Landtag, beide SPD) über die Pläne informiert.

#### Öffentliche Verkehrsmittel

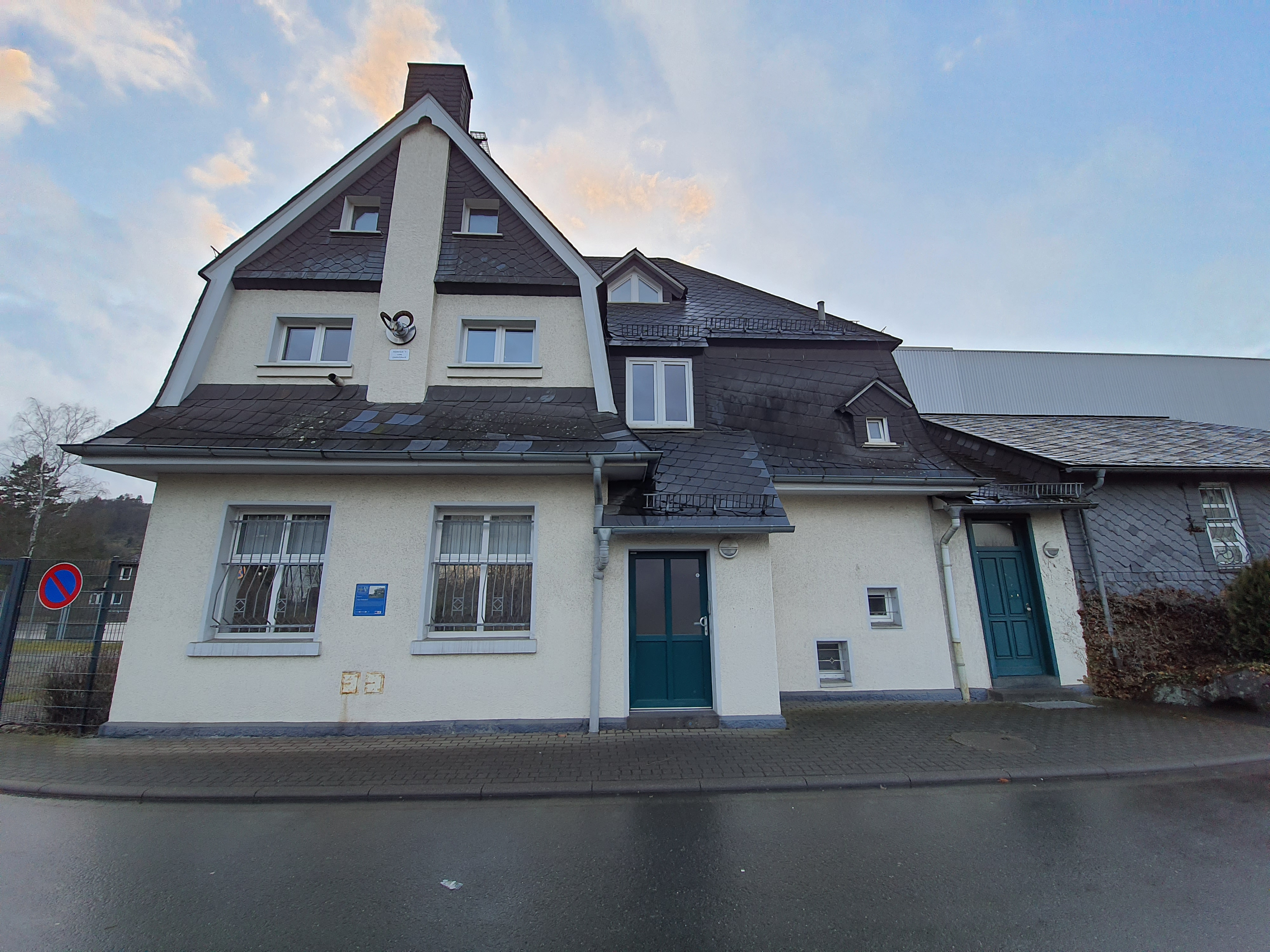
Der ehemalige Bahnhof Breidenbach (Kr. Biedenkopf) (2021)

Der Hauptort Breidenbach ist mit Bussen an das ÖPNV-Netz des RMV über die Haltestellen Querstraße, Gewerbegebiet West, Evangelische Kirchengemeinde und Marktplatz angebunden. Außerdem steuern die Schulbuslinien MR-54 und MR-56 die örtliche „Hinterlandschule“ an.
Folgende Linien fahren regulär den Ort an:
- 491: Dillenburg–Niedereisenhausen–Biedenkopf (und zurück)
- X41: Dillenburg–Eschenburg–Biedenkopf (und zurück) (Expressbus)
- MR-51: Biedenkopf–Niedereisenhausen–Friedensdorf–Biedenkopf
- MR-52: Biedenkopf–Friedensdorf–Niedereisenhausen-Biedenkopf

Der Bahnhof Breidenbach (Kr. Biedenkopf) lag an der Scheldetalbahn. Im Mai 1987 wurde der Personenverkehr eingestellt, zuletzt fuhren zwei Züge pro Tag und Richtung; im Dezember 2002 folgte auch der Güterverkehr und damit die Gesamtstilllegung. Mit dem Bau des ersten Teils der Umgehungsstraße 2004 ist die Bahnstrecke abgebaut worden; das alte Bahnhofsgebäude gehört inzwischen der anliegenden Firma Breyden. Der Bahndamm der Scheldetalbahn ist in Breidenbach heute Teil des Hessischen Radfernwegs R8.

### Bildung
Breidenbach besitzt folgende Schulen:
- Breidenbach: Grundschule, Förderstufe und Realschule („Hinterlandschule“)
- Oberdieten: Grundschule
- Wolzhausen: Grundschule

Breidenbach besitzt in folgenden Ortsteilen Kindergärten:
- Breidenbach (zwei Kindergärten)
- Oberdieten (evangelischer Kindergarten)

## Persönlichkeiten
- Franz Ludwig von Cancrin (1738–1816), Bau- und Bergmeister, geboren in Breidenbach
- Ludwig Kinkel (1826–1905), Bürgermeister und Mitglied des Provinziallandtages der Provinz Hessen-Nassau, geboren in Breidenbach
- Heinrich Achenbach (1881–1966), Politiker, geboren in Niederdieten
- Jacques Sonneborn (1863–1936), Industrieller und Generaldirektor der Ölwerke Stern-Sonneborn AG (Ossag), geboren in Breidenbach
- Ludwig Schmidt (1868–1945), Mitglied des Provinziallandtages der preußischen Provinz Hessen-Nassau
- Adam Weigel (1875–1965), Ehrenbürgermeister und Mitglied des Provinziallandtages der preußischen Provinz Hessen-Nassau
- Friedrich Ohly (1914–1996), Mediävist, geboren in Breidenbach
- Gerd Becker (* 1943), Fußballspieler, geboren in Breidenbach
- Silke Tesch (* 1958), Politikerin, Kommunalpolitikerin in Breidenbach
- Tobias Meyer (* 1979), Kommunalpolitiker in Breidenbach